# Melissa Hortman
Pour les articles homonymes, voir Hortman.
Melissa Anne Hortman, née Haluptzok le 27 mai 1970  à Fridley (Minnesota) et morte assassinée le 14 juin 2025 à Brooklyn Park (Minnesota), est une femme politique américaine. Elle est présidente de la Chambre des représentants du Minnesota de 2019 à 2025. 
Membre du Parti démocrate-agriculteur-travailliste du Minnesota (DFL), Melissa Hortman représente le district 34B dans la zone métropolitaine du nord des Twin Cities, qui comprend les villes de Brooklyn Park, Champlin et Coon Rapids et des parties des comtés d’Anoka et de Hennepin.
Le 14 juin 2025, Melissa Hortman est assassinée avec son mari à leur domicile, probablement en raison de son engagement en faveur de l'avortement. Un autre représentant, John Hoffman, et sa femme sont également blessés lors d'une fusillade.

## Biographie

### Éducation
Melissa Hortman est née à Fridley (Minnesota) le 27 mai 1970. Elle grandit à Spring Lake Park et à Andover et s'intéresse à la politique à l'âge de dix ans, tout en regardant la couverture de l'élection présidentielle de 1980. Elle est diplômée du lycée Blaine en 1988. Elle obtient une licence en sciences politiques et en philosophie de l'Université de Boston en 1991, un Juris Doctor de la faculté de droit de l'Université du Minnesota en 1995, et une maîtrise en administration publique de la Harvard Kennedy School en 2018,.
Melissa Hortman travaille comme stagiaire au Sénat des États-Unis pour Al Gore et John Kerry, et est greffière du juge John Sommerville pendant ses études de droit. Elle siège à la Commission des relations humaines de Brooklyn Park City et travaille comme procureure adjointe du comté de Hennepin. Elle attire l'attention du public en 1997, en tant qu'avocate dans une affaire de discrimination en matière de logement de la part des propriétaires ; elle remporte une indemnisation civile de 490 181 $ pour son client, ce qui est « alors la plus importante indemnisation de ce type dans l'histoire de l'État ».

### Chambre des représentants du Minnesota
Melissa Hortman est élue à la Chambre des représentants du Minnesota en 2004 et est réélue tous les deux ans depuis. Elle s'est présentée une première fois sans succès en 1998, puis à nouveau en 2002. Elle bat la députée républicaine sortante Stephanie Olsen.

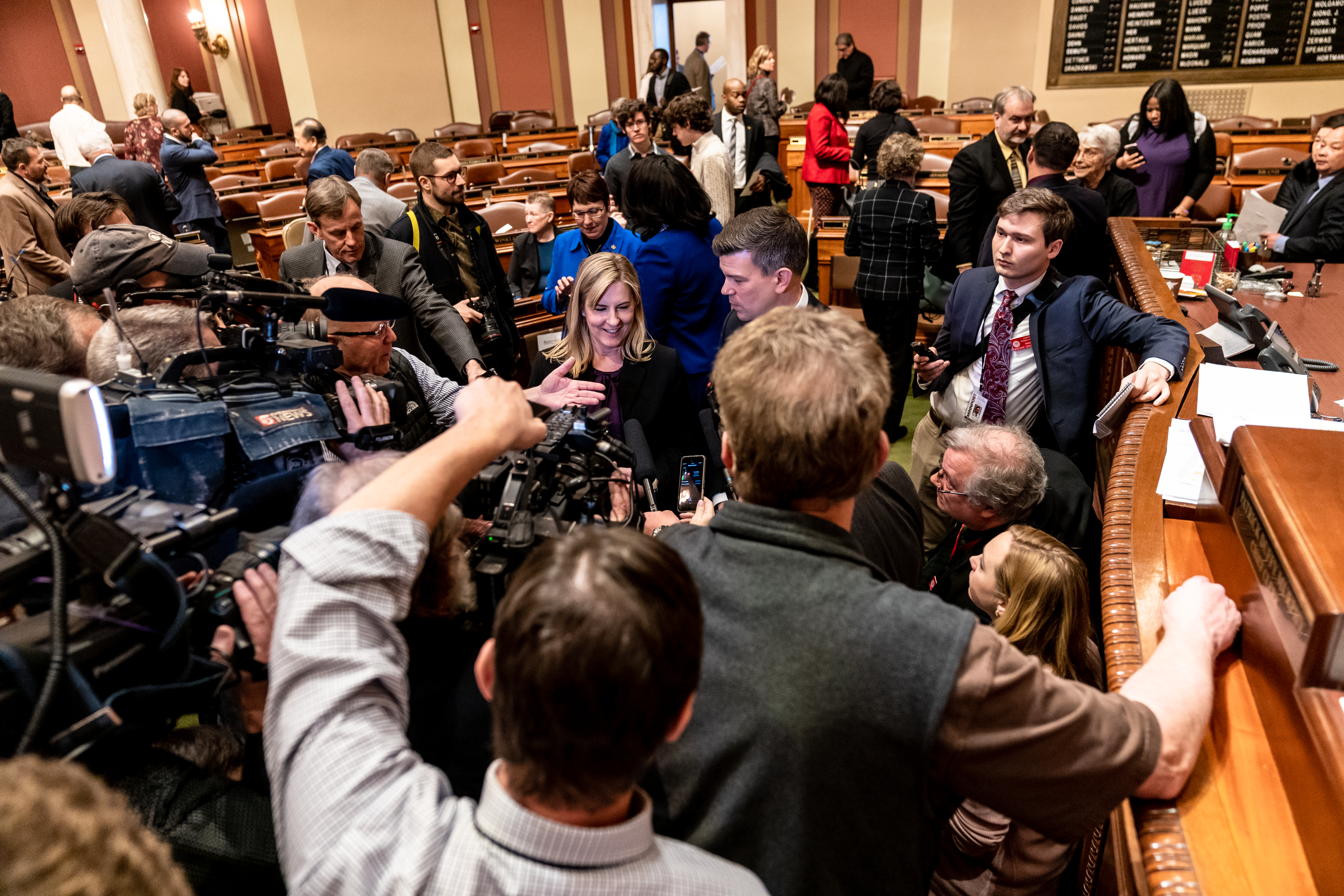
Melissa Hortman s'adresse à la presse après être devenu présidente de la Chambre des représentants

Melissa Hortman est cheffe adjointe de la majorité de 2007 à 2010 et whip de la minorité de 2011 à 2012. De 2013 à 2014, elle est présidente pro tempore de la Chambre des représentants et préside le Comité de politique énergétique. Elle est cheffe adjointe de la minorité de 2015 à 2016. Après le départ à la retraite de Paul Thissen, Melissa Hortman est élue par son caucus comme cheffe de la minorité de 2017 à 2018. Lorsque le groupe parlementaire du DFL reprend la majorité lors des élections de 2018, elle est élue présidente de la Chambre.
Elle est en faveur du droit à l'avortement, soutient les politiques de contrôle des armes à feu et s'oppose aux initiatives d'identification des électeurs. En 2008, Melissa Hortman gère les opérations du DFL lors d'une tentative réussie de passer outre le veto du gouverneur de l'époque, Tim Pawlenty sur une augmentation de la taxe sur l'essence. En tant que présidente du Comité de politique énergétique, elle est l'auteure principale de la norme de l'État en matière d'énergie solaire et des lois sur l'énergie solaire communautaire,.
Depuis le début de la 94e législature en janvier 2025 jusqu'au début février, elle mène un boycott des sessions de la Chambre pour refuser aux républicains le quorum nécessaire pour prendre le contrôle de la chambre. Après qu'un accord de partage du pouvoir a été conclu, Melissa Hortman sert de nouveau comme cheffe de la minorité jusqu'au 17 mars, lorsqu'une élection spéciale crée une égalité entre les partis à la Chambre ; son titre est ensuite changé pour « DFL Leader » et elle se voit accorder des pouvoirs importants aux côtés de la présidente républicaine Lisa Demuth.

### Vie privée
Melissa Hortman est mariée à Mark et ils ont deux enfants. Ils vivent à Brooklyn Park dans le Minnesota. Hortman est catholique et enseigne à l'école du dimanche à Blaine.

### Mort
Le 14 juin 2025, Melissa Hortman et son mari sont assassinés à leur domicile,. Un autre parlementaire, John Hoffman, est blessé lors d'une fusillade connexe. Le gouverneur Tim Walz déclare que la fusillade semble être un assassinat à motivation politique,.
Vance Boelter, 57 ans, qui travaille dans une entreprise de sécurité résidentielle, est présenté comme le principal suspect. Chrétien évangélique et fermement opposé à l'avortement, il est arrêté le 16 juin après deux jours de chasse à l'homme. Une liste de 70 cibles potentielles, toutes engagées en faveur du droit à l'avortement, est retrouvée dans sa voiture.